# Roger Norman
Roger Norman, född 2 augusti 1928 i Västerås, död 29 november 1995 i Västerås, var en svensk friidrottare (tresteg). Han vann EM-silver 1954 och SM-guld år 1952 till 1958. Han tävlade för Västerås IK.